# كريستوفر هايمان
كريستوفر هايمان (بالإنجليزية: Christopher Hyman) هو مهندس وشخصية أعمال جنوب أفريقي، ولد في 5 يوليو 1963 في ديربان في جنوب أفريقيا.